# Girolamo Pollini
Pour les articles homonymes, voir Pollini (homonymie).
Girolamo Pollini (né le 1544 à Florence et mort le 1er mars 1611 à Incisa in Val d'Arno) est un religieux dominicain et un historien italien du XVIe siècle.

## Biographie
Religieux de l'Ordre des Prêcheurs, né à Florence, prononça ses vœux dans le couvent de Santa Maria Novella de cette ville. Il était, en 1596, prieur du couvent de Saint-Geminien, et avait pendant longtemps professé la théologie. Pollini mourut à Incisa in Val d'Arno en 1611.

## Œuvres
- Istoria ecclesiastica della rivoluzione d'Inghilterra, in quattro libri, ne' quali si tratta di quello ch'è avvenuto in quell'isola da che Arrigo ottavo cominciò a pensare di repudiar Caterina, sua legitima moglie, infino agli ultimi anni di Lizabeta ultima sua figliola ; raccolta da gravissimi scrittori, né meno di quella nazione che d'altre, Roma, 1594, 1 vol. in-4°. La reine Elizabeth fit brûler cet ouvrage où la vérité l'offensait. Il y en eut une seconde édition à Bologne, aussi in-4°.
- Vita della B. Margherita di Castello, suora del terzo ordine di san Domenico, Pérouse, 1601, in-8°. Le P. Pollini avait composé cette vie d'après des documents conservés dans les archives du couvent qu'il habitait. Les éditeurs des Acta Sanctorum l'ont traduite en latin et inserée dans leur deuxième tome d'avril au 13 de ce mois.